# Рунічні написи в Софійському соборі в Константинополі
41°0′31″ пн. ш. 28°58′48″ сх. д. / 41.00861° пн. ш. 28.98000° сх. д.
Рунічні написи в Софійському соборі — написи скандинавськими рунами на мармурових парапетах Софійського собору в Константинополі (сучасний Стамбул, Туреччина). Ймовірно, вони надряпані воїнами з варязької гвардії імператора Візантії в добу Середньовіччя. Перший з рунічних написів відкритий 1964 року, потім знайдено ще ряд написів. Припускається можливість існування й інших рунічних написів, але спеціальні дослідження подібного роду в соборі не проводилися.

## Напис Халфдана

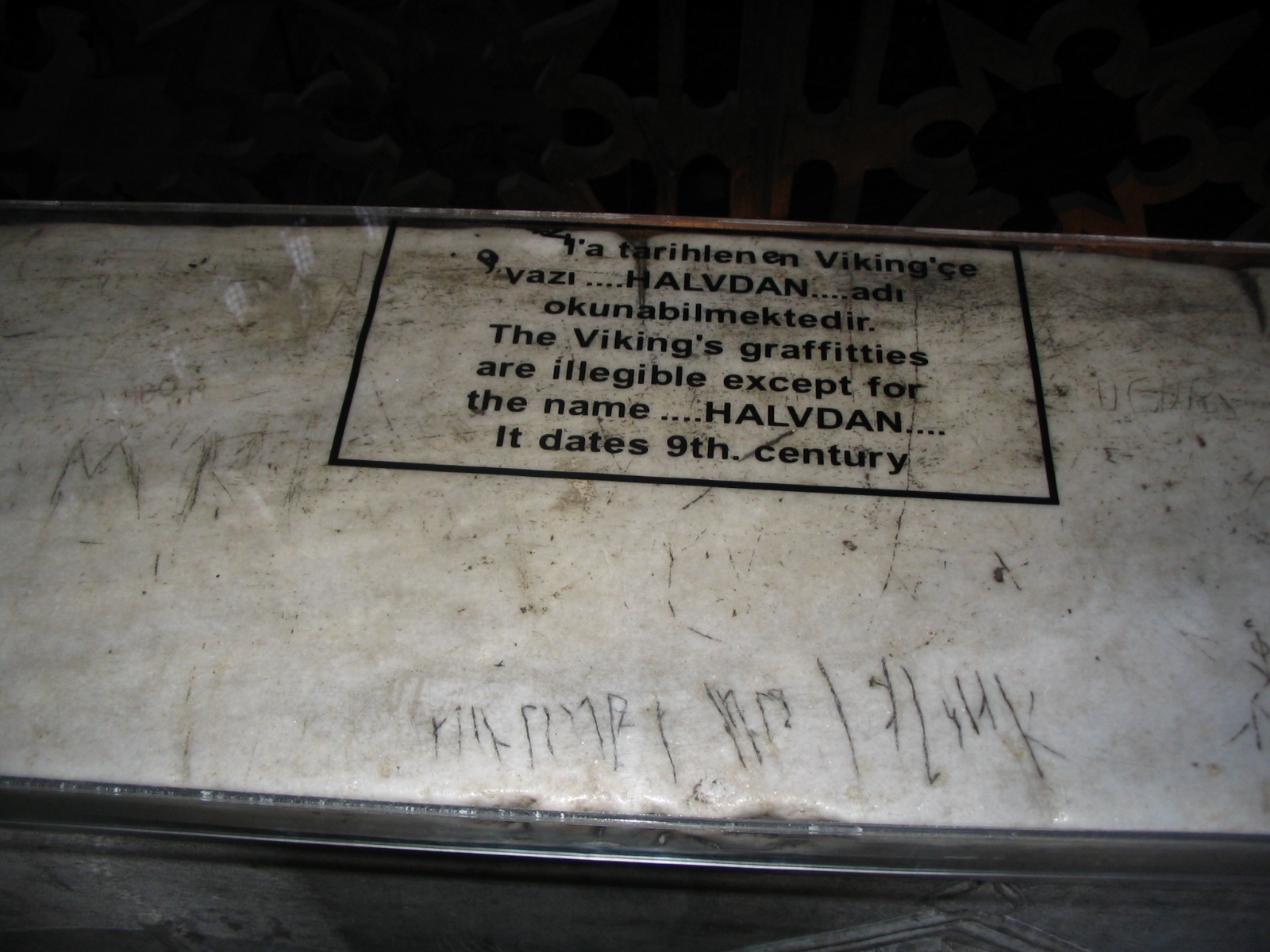
Напис Халфдана

Напис Халфдана відкритий першим 1964 року. Напис настільки стерся, що можна прочитати тільки «(-) alftan» — фрагмент давньонорвезького імені Халфдан. Решту напису прочитати неможливо, проте припускають, що напис являв собою поширену формулу «такий-то вирізав ці руни».

## Другий напис
Другий напис виявив Фольке Хегберг з Уппсали в 1975 році в ніші у західній частині тієї самої галереї, де раніше виявили перший напис Халфдана. Звіт про відкриття направлений до Департаменту рун в Стокгольмі в 1984 році, але залишився неопублікованим. Археолог Матс Г. Ларссон знову виявив руни 1988 року і опублікував інформацію про відкриття. Він прочитав напис як «ari: k» і тлумачив її як «Арі з(робив)». Через невизначеність читання напис не був зареєстрований в періодичному виданні норв. Nytt om runer № 4 за 1989 рік.
Хегберг 1975 року запропонував прочитання рун, відмінне від запропонованого Ларссоном. 1997 року його підтримав Свейн Індрелід, професор археології Бергенського університету. Обидва вважають, що там написано «Арні», тобто чоловіче ім'я Арні, і це весь напис, а не частина певного виразу. Ларссон дізнався про варіант прочитання Хегберга 1989 року, але продовжив відстоювати своє тлумачення напису.

## Інші написи
Професор Індрелід зробив копії п'яти можливих рунічних написів на парапеті і передав їх у Норвезький рунічний архів 1997 року. Існує ймовірність наявності й інших рунічних написів у соборі, в якому не проводилося спеціальних досліджень подібного роду.